# La Fabrique
La Fabrique és una editorial francesa fundada el 1998 per l'escriptor Éric Hazan.

## Història
La Fabrique és una editorial independent que es va donar a conèixer a través de la publicació d'assajos políticament compromesos «ancorats políticament a l'esquerra de l'esquerra, però sense cedir a cap ànim de capelleta i sense estar subordinats a cap grup o partit».
A més de la presència de nombrosos textos de filòsofs i pensadors d'arreu del món com Norman Finkelstein i Houria Bouteldja, el catàleg inclou nombrosos assaigs sobre el conflicte palestino-israelià. També ha editat les tres obres del Comitè invisible: L'insurrection qui vient (2007), un assaig destinat a explicar la necessitat d'una insurrecció i la seva possible inevitabilitat, À nos amis (2014) i Maintenant (2017).
L'any 2023, mentre viatjava a la Fira del Llibre de Londres, el responsable de drets estrangers de l'editorial va ser detingut i interrogat per la policia britànica, i se li va confiscar el telèfon i l'ordinador.